# Salvador Cristau Coll
Salvador Cristau Coll (Barcellona, 15 aprile 1950) è un vescovo cattolico spagnolo, dal 3 dicembre 2021 vescovo di Terrassa.

## Biografia
Salvador Cristau Coll è nato a Barcellona il 15 aprile 1950.

### Formazione e ministero sacerdotale
Ha compiuto gli studi primari e secondari presso il collegio dei gesuiti "Incarnazione del Sacro Cuore" e presso il collegio dei fratelli maristi sul Passeig de Sant Joan a Barcellona.
Nel 1972 ha conseguito la laurea in diritto civile presso la Facoltà di legge dell'Università di Barcellona.
Nel 1976 è entrato nel seminario maggiore di Toledo. Ha conseguito la licenza in studi ecclesiastici presso la sede di Burgos della Facoltà di teologia della Spagna settentrionale.
Il 12 ottobre 1980 è stato ordinato presbitero per l'arcidiocesi di Toledo nella cattedrale arcidiocesana dal cardinale Marcelo González Martín. In seguito è stato vicario parrocchiale della parrocchia del Buon Pastore dal 1980 al 1981; notaio del tribunale ecclesiastico dal 1980 al 1985; vicario parrocchiale della parrocchia dei Santi Giusto e Pastore dal 1981 al 1984; amministratore parrocchiale della parrocchia di Santa Leocadia dal 1984 al 1985 e formatore del Seminario per le vocazioni adulte "Santa Leocadia" dal 1984 al 1985.
Il 14 gennaio 1985 si è incardinato nell'arcidiocesi di Barcellona, dove è stato vicario parrocchiale della parrocchia di San Vincenzo a Mollet del Vallès dal 1985 al 1990; vicario parrocchiale della parrocchia della parrocchia di Nostra Signora di Montserrat a Barcellona dal 1990 al 1998; collaboratore pastorale della parrocchia del Corpus Christi a Barcellona dal 1998 al 1999; parroco della parrocchia di Nostra Signora della Misericordia a Barcellona dal 1999 al 2004 e amministratore parrocchiale della parrocchia di San Giacomo a Barcellona nel 2000. A questi servizi pastorali ha affiancato gli incarichi di officiale della curia diocesana nel 1989; formatore dal 1991 al 1994, vice-rettore dal 1994 al 1997 e direttore spirituale dal 1997 al 1998 del seminario maggiore diocesano; delegato episcopale per le questioni amministrative matrimoniali nella curia diocesana dal 1999 al 2000; promotore di giustizia del tribunale ecclesiastico dal 2000 al 2001; arciprete della cattedrale nel 2001 e segretario-cancelliere della curia dal 2001 al 2004.
Il 15 giugno 2004 si è incardinato nella nuova diocesi di Terrassa e ha prestato servizio come rettore della cattedrale dello Spirito Santo a Terrassa dal 1º settembre 2004 al 2006; vicario generale dal 29 settembre 2004; rettore del seminario maggiore diocesano dal 2006; delegato episcopale per pastorale vocazionale dal 2008 e amministratore parrocchiale della parrocchia di San Cebrià a Valldoreix, nel comune di Sant Cugat del Vallès, sede del seminario, dal 2008. È stato anche membro del consiglio presbiterale, del consiglio pastorale diocesano e del collegio dei consultori.

### Ministero episcopale
Il 18 maggio 2010 papa Benedetto XVI lo ha nominato vescovo ausiliare di Terrassa e titolare di Algeciras. Ha ricevuto l'ordinazione episcopale il 26 giugno successivo nella basilica cattedrale dello Spirito Santo a Terrassa dal vescovo di Terrassa Josep Ángel Sáiz Meneses, co-consacranti l'arcivescovo Renzo Fratini, nunzio apostolico in Spagna e Andorra, e il cardinale Lluís Martínez Sistach, arcivescovo metropolita di Barcellona.
Nel marzo del 2014 ha compiuto la visita ad limina.
Il 15 giugno 2021 il collegio dei consultori lo ha eletto amministratore diocesano.
Il 3 dicembre 2021 papa Francesco lo ha nominato vescovo di Terrassa. Ha preso possesso della diocesi il 5 febbraio 2022 con una cerimonia nella basilica cattedrale dello Spirito Santo a Terrassa.
In seno alla Conferenza episcopale spagnola è membro della commissione per il clero e i seminari dal marzo del 2020. In precedenza è stato membro della commissione per i seminari e le università dal 2010 e membro della commissione per i beni culturali dal 2011 al 2014.
In seno alla Conferenza episcopale tarraconense è delegato per la pastorale della salute.

## Genealogia episcopale
La genealogia episcopale è:
- Cardinale Scipione Rebiba
- Cardinale Giulio Antonio Santori
- Cardinale Girolamo Bernerio, O.P.
- Arcivescovo Galeazzo Sanvitale
- Cardinale Ludovico Ludovisi
- Cardinale Luigi Caetani
- Cardinale Ulderico Carpegna
- Cardinale Paluzzo Paluzzi Altieri degli Albertoni
- Papa Benedetto XIII
- Papa Benedetto XIV
- Papa Clemente XIII
- Cardinale Marcantonio Colonna
- Cardinale Giacinto Sigismondo Gerdil, B.
- Cardinale Giulio Maria della Somaglia
- Cardinale Carlo Odescalchi, S.I.
- Cardinale Costantino Patrizi Naro
- Cardinale Lucido Maria Parocchi
- Papa Pio X
- Cardinale Gaetano De Lai
- Cardinale Raffaele Carlo Rossi, O.C.D.
- Cardinale Amleto Giovanni Cicognani
- Cardinale Luigi Dadaglio
- Cardinale Ricardo María Carles Gordó
- Arcivescovo Josep Ángel Sáiz Meneses
- Vescovo Salvador Cristau Coll